# Ðenovići
Ðenovići är ett samhälle i Montenegro. Det ligger i den sydvästra delen av landet, 50 km väster om huvudstaden Podgorica. Ðenovići ligger 14 meter över havet och antalet invånare är 772.
Terrängen runt Ðenovići är kuperad åt sydost, men åt nordväst är den bergig. Havet är nära Ðenovići åt sydväst.  Närmaste större samhälle är Herceg Novi, 5,6 km väster om Ðenovići. I omgivningarna runt Ðenovići växer i huvudsak blandskog.